# 半次元
半次元（英: banciyuan）は、ByteDanceの下で運用される、2次元キャラクターを愛好する人向けのUGCコミュニティ。2014年に設立された。
特に盛んなのはコスプレやテキストや絵といったオリジナル作品を通したコミュニケーションで、利用者はウェブサイト、あるいはiOS、Androidのアプリケーションからアクセスすることができる。
2023年6月12日にサービスを7月12日に終了することが発表され、2023年7月12日に予定通りサービスを終了、ウェブサイトにはアクセスできなくなった。

## 歴史
2014年6月25日、ファイナルファンタジーXIV: 新生エオルゼアの正式運用が決定したことを受け、半次元コミュニティと盛趣遊戯による絵画コンクールが行われる。
2018年3月、4月から放送される予定の『銀河英雄伝説_Die_Neue_These』を独占紹介した。
2018年2月7日、36Krは今日頭条が半次元を買収したと報道、運営元の杭州王耀网络科技有限公司が実際に登録情報の変更手続きを行っていたことが明らかになった。それによると、杭州王耀网络の株主は北京闪星科技有限公司に変わり、法定代理人も創設者の王偉から張利東に変わった。北京闪星科技是はByteDanceの完全子会社であり、張利東は今日頭条のシニア・バイス・プレジデントだという。